# Falsistrellus affinis
Falsistrellus affinis é uma espécie de morcego da família Vespertilionidae. Pode ser encontrada na China, Índia, Myanmar, Nepal e Sri Lanka.